# (2436) Хатшепсут
(2436) Хатшепсут (англ. 2436 Hatshepsut, /hætˈʃɛpsʊt/), ранее 6066 P-L — астероид семейства Гигеи в главном поясе астероидов, в диаметре составляет 19 км. Открыт Корнелиусом ван Хаутеном, Ингрид ван Хаутен-Груневелд и Томом Герельсом в Паломарской обсерватории 24 сентября 1960 года. Объект назван в честь женщины-фараона Хатшепсут.

## Орбита и характеристики
Хатшепсут является представителем семейства Гигеи, крупного семейства углеродных астероидов внешней части пояса астероидов, названного по объекту (10) Гигея. Обращается вокруг Солнца во внешней части пояса астероидов на расстоянии 2,9–3,5 а. e. с периодом 5 лет 8 месяцев (2072 дней). Орбита имеет эксцентриситет 0,10 и наклонение 4° относительно плоскости эклиптики. Период вращения составляет около 9 часов.

## Обозначение
Сокращение "P-L" означает Паломар–Лейден, по названиям Паломарской и Лейденской обсерваторий, совместно работавших над Паломар-лейденским обзором в 1960-х годах. Герельс использовал для наблюдений телескоп имени Самуэля Ошина (48-дюймовый телескоп Шмидта в Паломарской обсерватории) и отправил фотопластинки Ингрид и Корнелиусу ван Хаутен в Лейденскую обсерваторию, где проводилась астрометрическая обработка. Трое исследователей совместно открыли несколько тысяч астероидов.

## Название
Астероид был назван в честь женщины-фараона, правившей Древним Египтом, Хатшепсут. Официально название было опубликовано Центром малых планет 22 сентября 1983 года.